# The Truth Won't Fade Away

## Il brano
Il brano, estratto dall'album The Prodigal Stranger fu il primo singolo dei Procol Harum dopo la reunion del 1991, che vede Gary Brooker, Matthew Fisher, e Geoff Whitehorn tornare a suonare insieme dopo ben 14 anni.

## Il video
Il video del brano mostra il gruppo mentre suona la canzone.